# Tällberg Forum
Tällberg Forum var en internationell konferens som 2005–13 årligen anordnades i Tällberg av den av Bo Ekman grundade Tällberg Foundation. Föregångaren Tällberg Workshops började 1981. Konferensen samlade upp till 500 deltagare kring ämnen om global samverkan. 
I oktober 2013 försattes bolaget bakom Tällberg Forum i konkurs. Verksamheten lades därefter ned.